# استرالیایی‌ها
استرالیایی‌ها (به انگلیسی: Australians) که در محاوره به آنها آزی (به انگلیسی: Aussie) می‌گویند، شهروندان، اتباع و افراد وابسته به کشور استرالیا هستند. این پیوستگی ممکن است اقامتی، قانونی، تاریخی یا قومی-فرهنگی باشد.